# Malo Ubeljsko
Malo Ubeljsko este o localitate din comuna Postojna, Slovenia, cu o populație de 55 de locuitori.